# Різаненко Павло Олександрович
Різане́нко Павло́ Олекса́ндрович (нар. 12 липня 1975 у с. Красилівка, Броварський район, Київська область) — український правозахисник, громадський діяч, народний депутат України 7-го та 8-го скликань, колишній депутат Броварської міської ради VI скликання.

## Освіта
У 1992 році закінчив Броварську середню школу № 2, за успіхи у навчанні нагороджений срібною медаллю.
З 1992 року по 1994 рік навчався в Київському торговельно-економічному інституті (КТЕІ) на факультеті економіки та менеджменту за спеціальністю «Зовнішньоекономічна діяльність підприємств».
У 1994 році виграв конкурс та отримав ґрант NAFSA/USAID на навчання в США.
У 1996 році закінчив Грейсленд Коледж (англ. Graceland College) у США. Отримав диплом бакалавра за двома основними спеціальностями «Бізнес Адміністрування» (з поглибленим вивченням предметів Фінанси та Міжнародний Бізнес) та «Економіка»; та за однією неосновною спеціальністю «Математика».
У 2001 році виконав необхідні вимоги та отримав міжнародний професійний сертифікат Дипломованого Фінансового Аналітика (англ. Chartered Financial Analyst (CFA)), США.
У 2016 році закінчив Університет банківської справи і здобув ступінь магістра за спеціальністю «Банківська справа» та кваліфікацію магістра банківської справи[джерело?].

## Кар'єра
Професійну діяльність розпочав у 1996 році в українському підрозділі міжнародної аудиторської компанії «Ернст енд Янг» на посаді аудитора, а через 2 роки обійняв посаду старшого аудитора.
З 1999 року по 2005 рік працював у Москві в інвестиційній компанії «Тройка Диалог», де пройшов шлях від консультанта до директора управління інвестиційно-банківської діяльності.
З 2005 року по 2007 рік працював в інвестиційній компанії «Ренессанс Капитал» (РФ) директором управління інвестиційно-банківської діяльності, відповідальним за гірничо-металургійний сектор.
З 2005 року по 2006 рік був членом ради директорів компанії ОАО "Корпорация «ВСМПО-АВИСМА» (РФ) — міжнародного лідера з виробництва титану та виробів з нього для світової аерокосмічної галузі.

## Громадська діяльність
У листопаді 2011 року став головою броварської міської громадської організації «Прозоре суспільство».
У 2012 році став головою Київської обласної громадської організації «Громадський захист Київщини».

## Політична діяльність
У жовтні 2010 року був обраний депутатом Броварської міської ради VI скликання по мажоритарному виборчому округу № 20. Безпартійний. Позафракційний. Як депутат, зосередив свою діяльність на протидії незаконному відчуженню земель та розкраданню комунальної власності. Перебував в опозиції до міської влади та керівництва Броварської міської ради.
2 лютого 2012 року зазнав нападу з боку невідомих осіб, отримавши ушкодження середньої тяжкості. Подію пов'язує з опозиційною депутатською діяльністю. Міліція порушила кримінальну справу за частиною 1 статті 296 Кримінального кодексу (хуліганство). Проте, нападників знайдено не було.
1 серпня 2012 року на з'їзді партії УДАР був затверджений кандидатом у народні депутати на парламентських виборах 2012 по виборчому округу № 97, де виграв вибори і став народним депутатом 7-го скликання. Був членом Комітету Верховної Ради з питань бюджету, заступником голови Спеціальної контрольної комісії з питань приватизації.
14 березня 2014 року став співголовою міжфракційного депутатського об'єднання «Платформа реформ».
Різаненко переміг на 97-му мажоритарному окрузі на позачергових парламентських виборах 2014 року до Верховної Ради України 8-го скликання.
Кандидат у народні депутати від партії «Голос» на парламентських виборах 2019 року (виборчий округ № 97, Київська область).

### Оцінка діяльності
Громадська організація ОПОРА, станом на осінь 2018 року, так оцінювала голосування Павла Різаненка у Верховній Раді щодо різних тем та питань:
- за протидію російській агресії — «послідовно» (на підставі 65 голосувань);[5]
- за національну безпеку і оборону — «максимально» (на підставі 25 голосувань);[6]
- за курс України на вступ до НАТО — «максимально» (на підставі 7 голосувань);[7]
- за мирне врегулювання в окремих районах Донецької та Луганської областей та звільнення Криму — «послідовно» (на основі 13 голосувань);[8]
- за державну підтримку української культури — «максимально» (на підставі 22 голосувань);[9]
- за підвищення соціального захисту військовослужбовців та ветеранів АТО — «максимально» (на підставі 45 голосувань).[10]

У жовтні 2018 року Станіслав Речинський опублікував аналіз персональних голосувань Павла Різаненка у Верховній Раді України 2014—2018 років. Згідно з його аналізом, Павло Різаненко був відсутній або не голосував під час розгляду 36 законопроєктів, запитів і постанов, спрямованих на засудження військової агресії Російської Федерації проти України, зміцнення Збройних сил України, підтримання добровольців та членів їхніх сімей.
1 листопада 2018 року потрапив до переліку 322 українських громадян, проти яких Російська Федерація ввела персональні санкції.

## Інциденти та кримінальні справи
6 липня 2017 Деснянський суд міста Києва позбавив Павла Різаненка водійського посвідчення на рік та ухвалив сплатити 10200 грн штрафу за керування транспортним засобом у стані алкогольного сп'яніння.
У лютому 2018 року Національне антикорупційне бюро України розпочало розслідування щодо причетності народного депутата України Павла Різаненка до створення і керування офшорною компанією. За версією слідства, нардеп не задекларував власне нерухоме майно у декларації за 2012-2016 р.р., а також у електронній декларації за 2015 рік, що може мати ознаки кримінального злочину, передбаченого ст. 366-1 КК України (декларування недостовірної інформації). Проте, 6 лютого 2019 року Національне агентство з питань запобігання корупції після перевірки декларацій повідомило, що інформація про неправдиві відомості у деклараціях Павла Різаненка не була підтверджена.